# کوژلنو
کوژلنو (به لهستانی:  Kozielno) یک منطقهٔ مسکونی در لهستان است که در گمینا پاچکوو واقع شده‌است.
 کوژلنو  ۳۱۱ نفر جمعیت دارد.